# Assassin's Creed Rogue
Assassin's Creed Rogue is een action-adventurespel ontwikkeld door ontwikkelstudio's van Ubisoft in Sofia, Boekarest, Chengdu, Milaan, Montreal, Quebec en Singapore. Het spel is uitgegeven door Ubisoft en kwam uit in Europa op 13 november 2014 voor de PlayStation 3 en de Xbox 360. Op 10 maart 2015 kwam het spel ook uit voor Windows. Het spel maakt deel uit van de Assassin's Creed-serie, maar in tegenstelling tot alle consolespellen in de serie sinds 2010 heeft Rogue geen multiplayermodus; enkel een singleplayer.
Het spel speelt zich af tijdens de 18e-eeuwse Zevenjarige Oorlog. Qua gameplay lijkt Rogue meer op Assassin's Creed IV: Black Flag dan Assassin's Creed Unity, dat zich in dezelfde eeuw afspeelt, met een grote focus op zeeoorlogvoering.
Op 20 maart 2018 is remaster van de game verschenen op de Playstation 4 & Xbox One en op 6 December 2019 is de game samen met Assassin's Creed IV: Black Flag op de Nintendo Switch verschenen als The Rebel Collection